# Catocala helena
Catocala helena là một loài bướm đêm thuộc họ Erebidae. Nó được tìm thấy ở Xibia và Manchuria.
Chiều dài cánh trước khoảng 30 mm.

## Phụ loài
- Catocala helena helena
- Catocala helena kurenzovi (đông nam Siberia)
- Catocala helena beicki (Manchuria)